# زيد الخالدي
زيد علي الخالدي مواليد 10 مارس 1995 في ، السعودية، هو لاعب كرة قدم سعودي لعب سابقاً لنادي الثقبة في الدفاع.

## مسيرة اللاعب
لعب في نادي العيون ونادي الثقبة.